# Syringa vulgaris
Il lillà comune (Syringa vulgaris L., 1753), è una pianta della famiglia delle Oleaceae, appartenente al genere Syringa. È la specie più comune del genere, ed è molto coltivata per uso ornamentale.

## Descrizione

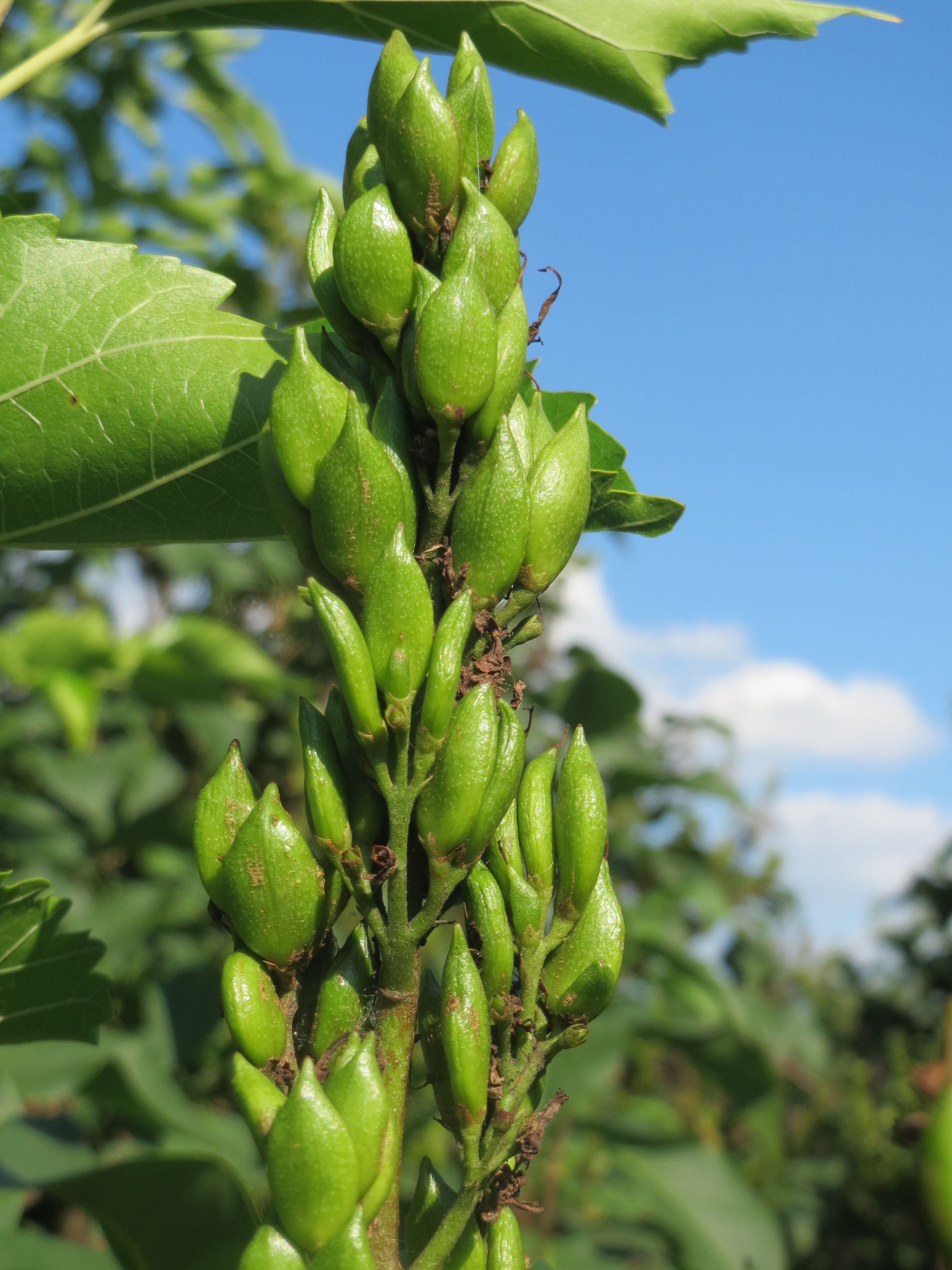
Frutti

Il lillà comune è un arbusto, alto fino a 6 metri, forte e rustico. Ha fiori dal caratteristico colore lilla, ma ci sono anche altre varietà con fiori bianchi o viola.
Ha robusti rami ascendenti, con larghe foglie cuoriformi, fiori piccoli e profumatissimi, riuniti in pannocchie piramidali, che fioriscono in aprile-maggio. In estate seguono ai fiori pannocchie con molti semi.

## Distribuzione
Il lillà è ormai diffuso e spontaneamente naturalizzato nel bacino del Mediterraneo, e viene coltivato diffusamente come pianta ornamentale con i numerosi ibridi e cultivar a fiore semplice o doppio; in Italia è comune in giardini e orti.

## Utilizzi
I fiori del lillà sono eduli (commestibili) e possono essere utilizzati in cucina per preparare alcune ricette. La fioritura del lillà che si ha ad aprile, soprattutto in climi freddi dove non ci sono altre fioriture rilevanti, è utilizzata dalle api per fare scorte di nettare e di polline.
Coltivata ad uso ornamentale, in parchi o giardini per la formazione di alte siepi, boschetti fioriti, gruppi isolati.

## Coltivazione
Preferisce posizione soleggiata, suolo di medio impasto, acido o semi-acido, clima estivo umido, concimazioni regolari con fertilizzanti organici, annaffiature regolari ma non eccessive.
La potatura va eseguita subito dopo la fioritura primaverile, per favorire la formazione di gemme estive che porteranno i fiori nell'anno successivo.
La moltiplicazione avviene per talea, margotta, per innesto su soggetti ottenuti da seme, propaggine o per mezzo dei polloni radicali.